# ソルフェリーノ
ソルフェリーノ（イタリア語: Solferino）は、イタリア共和国ロンバルディア州マントヴァ県にある、人口約2,700人の基礎自治体（コムーネ）。
1859年、この地でソルフェリーノの戦いが行われた。この戦闘は第二次イタリア独立戦争に決着をつけたとともに、赤十字運動発足の契機となったことでも知られる。

## 地理

### 位置・広がり
マントヴァ県北西部に位置するコムーネ。ガルダ湖南西端のデゼンツァーノ・デル・ガルダから南南東へ11km、県都マントヴァから北西へ30km、ブレシアから南東へ34km、ヴェローナから西南西へ34km、州都ミラノから東へ108kmの距離にある。

#### 隣接コムーネ
隣接するコムーネは以下の通り。BSはブレシア県所属。
- ロナート・デル・ガルダ (BS) - 北
- カヴリアーナ - 東
- グイディッツォーロ - 南
- メードレ - 南西
- カスティリオーネ・デッレ・スティヴィエーレ - 北西

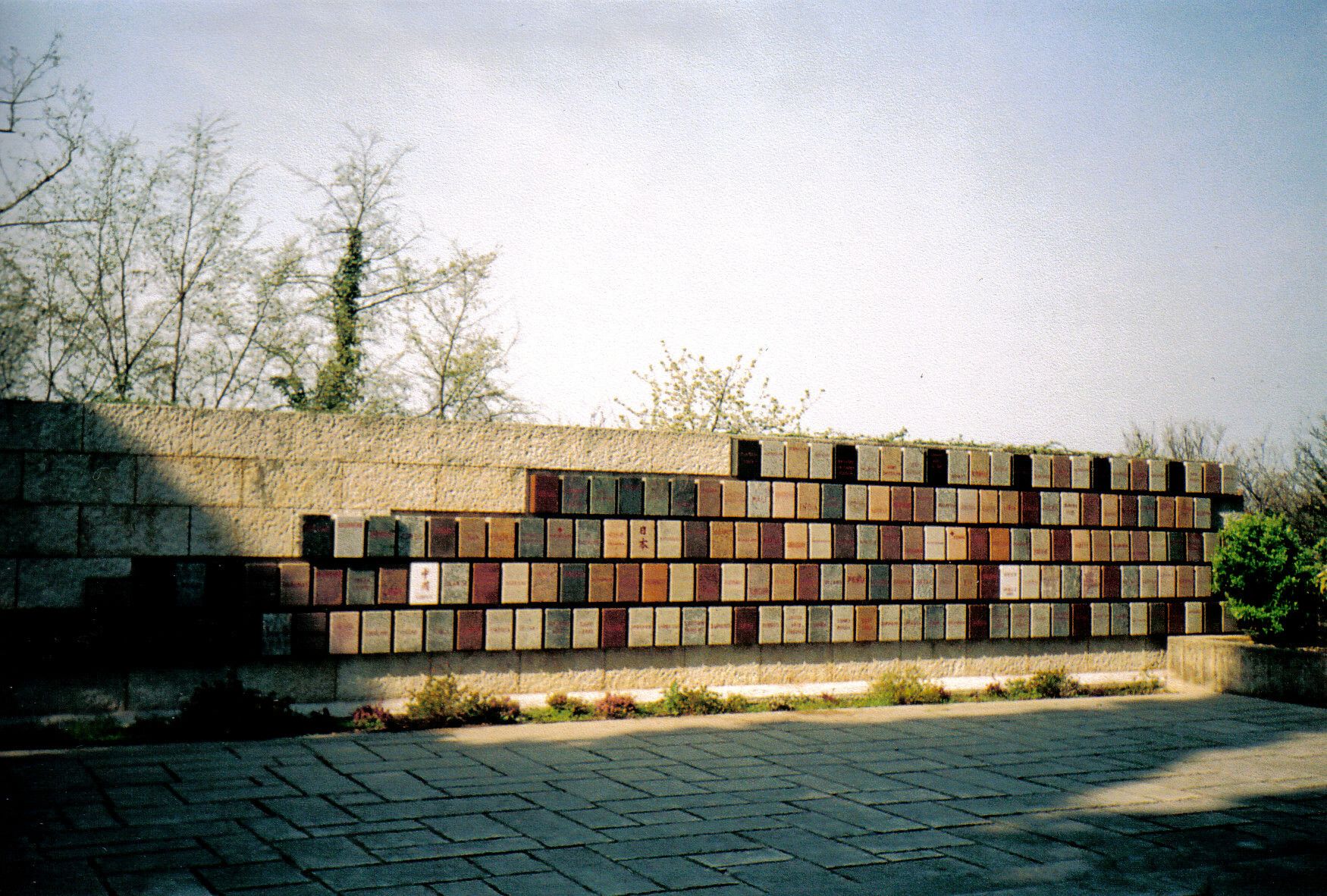
ソルフェリーノにある、赤十字のメモリアル

### 気候分類・地震分類
気候分類では、zona E, 2442 GGに分類される。
また、イタリアの地震リスク階級 (it) では、zona 2 (sismicità media) に分類される。

## 姉妹都市
- ソルフェリノ、フランス 1963年
- Châtillon-sur-Indre、フランス 2003年